# Двор-Савичи
Двор-Савичи (бел. Двор-Савічы) — деревня в Чемерисском сельсовете Брагинского района Гомельской области Белоруссии.

## География

### Расположение
Транспортные связи по просёлочной, затем автомобильной дороге Комарин — Брагин.

## Транспортная система
В 18 км на юго-восток от Брагина, 46 км от железнодорожной станции Хойники (на ветке Василевичи — Хойники от линии Калинковичи — Гомель), 137 км от Гомеля.
Планировка состоит из почти прямолинейной широтной улицы, застроенной преимущественно двусторонне, деревянными домами усадебного типа.

## История
Основан в начале XX века. В 1931 году организован колхоз. Размещается НИИ радиации «Двор-Савичи» и экспериментальная база НИИ сельского хозяйства.
До 16 декабря 2009 года в составе Храковичского сельсовета.

## Население

### Численность
- 1959 год — 345 жителей.
- 2004 год — 37 хозяйств, 74 жителя.